# Fakhkh
Fakkh fou una vila propera a la Meca, actualment anomenada al-Shuhada, a l'Aràbia Saudita.
És coneguda per la batalla que hi va tenir lloc l'11 de juny de 786, coneguda com a batalla de Fakkh (yawm Fakkh). Els alides, revoltats a primers de maig a Medina, hi foren derrotats pels abbàssides. Després de la batalla, Idrís, que hi va participar, va fugir al Magrib, on es va establir i va ser l'origen de la dinastia idríssida. La batalla de Fakkh és considerada pels xiïtes com la segona de les grans matances d'alides, després de la de Karbala.